# Roberto Venturini
Roberto Venturini (ur. 30 grudnia 1960 roku w San Marino) – sanmaryński lekarz pogotowia i polityk.
17 marca 2015 roku wybrany na półroczną kadencję kapitana regenta San Marino; od 1 kwietnia 2015 do 1 października 2015 roku pełnił tę funkcję razem z Andreą Belluzzim. Jest członkiem Chrześcijańsko-Demokratycznej Partii San Marino, od 2012 roku zasiada w Wielkiej Rada Generalnej.
Z zawodu jest lekarzem, który zdobył doktorat z chirurgii w Bolonii i pracuje w pogotowiu. Od 2006 roku jest członkiem komisji antydopingowej.
Jest ojcem syna i córki, mieszka w Serravalle.